# 阿达别墅

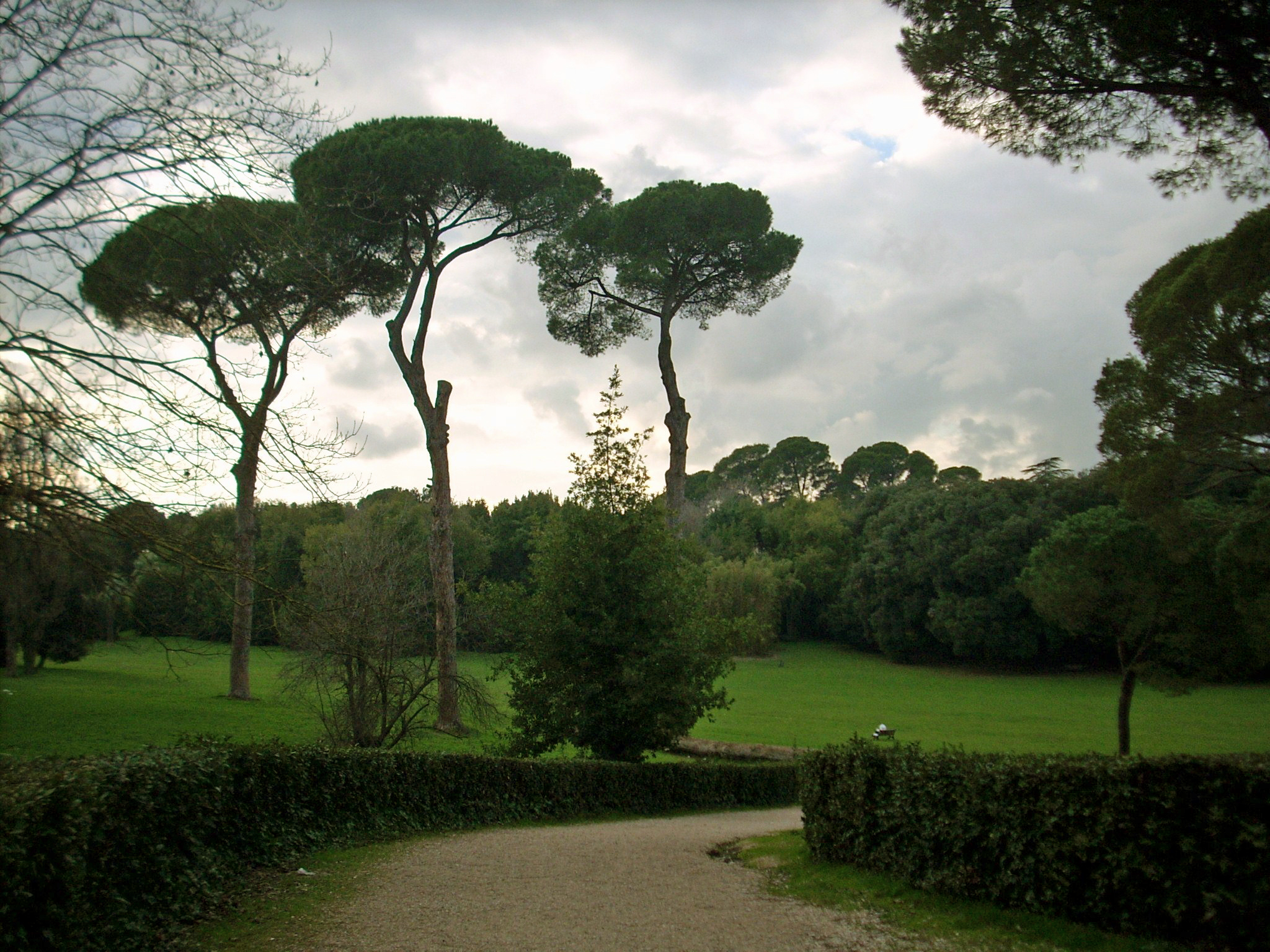
阿达别墅

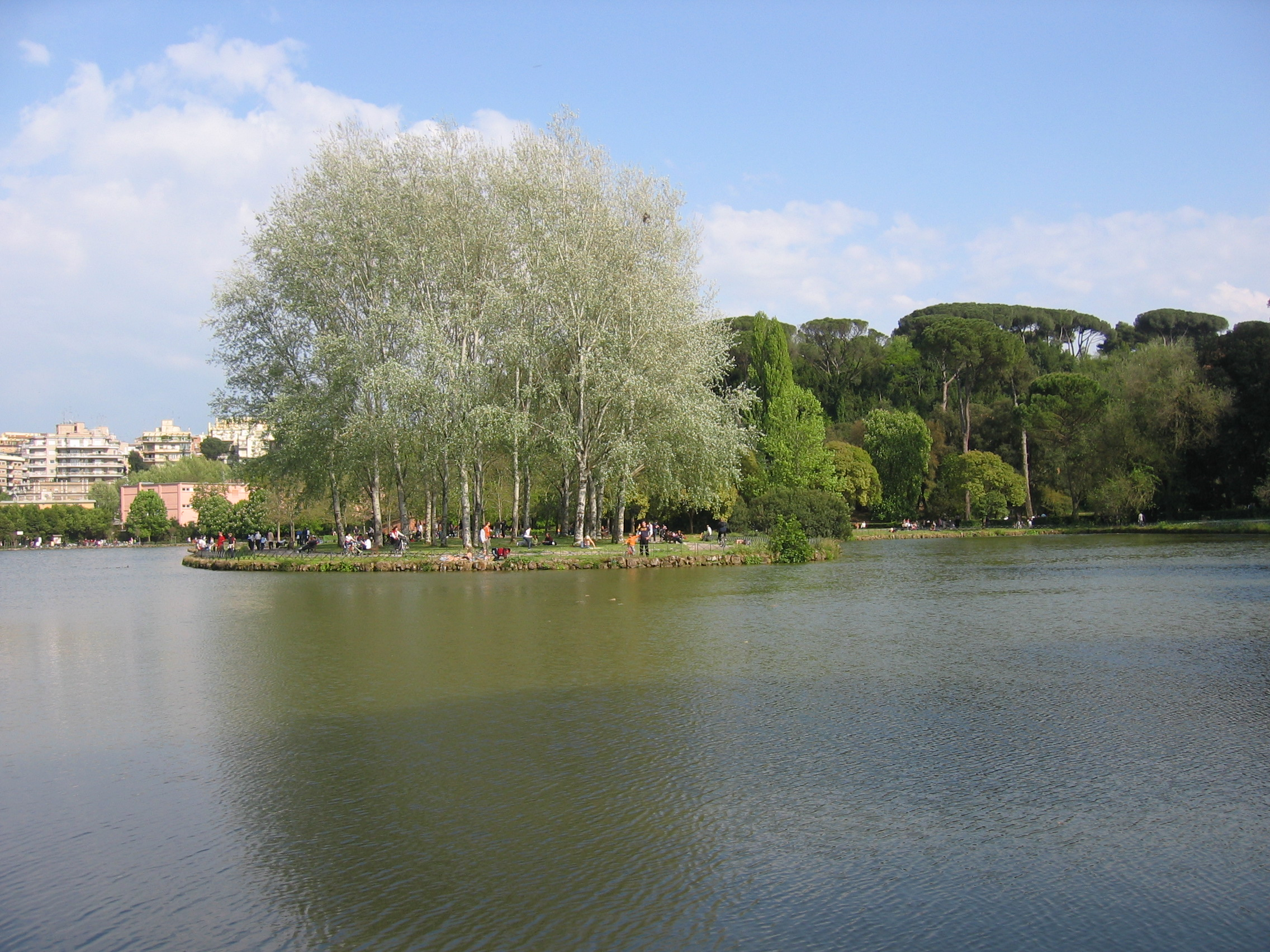
湖中小岛

阿达别墅（義大利語：Villa Ada）是意大利罗马最大的一个公园，位于城市的东北部，面积182公顷 hectare. 其最高处是67米的 Antenne山，一个古代的考古遗址。

## 历史
在十九世纪后半叶，这片树木繁茂的地方属于意大利的薩伏依王室，包含皇家别墅（1872年至1878年）。1878年这一地区归属瑞士的 Tellfner伯爵，他以妻子阿达的名字命名 1904年，王室收回这片土地，但没有改变名称。他们保有这块地方，直到1946年。

## 现状
截至2009年，公园包括公共部分比私有领地。公共区域由罗马市议会管理，私有领地由埃及大使馆管理，虽然市议会已正式要求管理整个区域。私有领地经常有警察或军队人员巡逻。

## 活动
公园的公共部分比私有区大得多。它包含一个人工湖，许多树木，包括石松、圣栎, 月桂和非常罕见的水杉，于1940年从西藏进口。公园免费入内。人们可以租皮划艇，自行车，或骑马。有一个大型游泳池。
自1994年以来，公园在夏天举办世界音乐音乐节和"Roma incontra il mondo"（罗马与世界相会）音乐节，反对种族主义，战争和死刑。